# Аппиан
Аппиа́н Александри́йский (др.-греч. Ἀππιανός Ἀλεξανδρεύς; родился около 95 года, Александрия, Египет, Римская империя — умер после 170 года, Рим, Римская империя) — древнеримский историк, писавший по-гречески.

## Биография
О жизни Аппиана известно очень мало. Он жил во время императоров Траяна, Адриана и Антонина Пия. Аппиан сперва занимал высокую государственную должность в Египте, после чего получил римское гражданство и был зачислен в сословие эквитов. После этого Аппиан был адвокатом в Риме.

## Римская история Аппиана

### Структура работы
Аппиан написал по-гречески историю Рима (законченную до 162 года) — произведение «Римская история» (др.-греч. Ῥωμαϊκά / Ῥομαϊκὴ ἱστορία — Ромаика́ / Ромаикэ́ хистори́а), которая хронологически охватывала период от древних времён до современной ему эпохи. В своём труде он описывает историю различных территорий до их присоединения к Риму по этническому принципу и в том порядке, в каком они подпадали под власть Рима. Всего Аппиан написал 24 книги, однако до наших дней дошли целиком лишь книги VI—VIII и XII—XVII. Кроме того, от некоторых книг сохранились небольшие, но порой и довольно значительные отрывки — выписки, сделанные в Средние века в Византии. Также сохранилось написанное Аппианом предисловие.
Список книг «Римской истории» Аппиана (жирным шрифтом отмечены книги, дошедшие до нас полностью, курсивом — не дошедшие совершенно):
- I — «Царская» (др.-греч. Βασιλική)
- II — «Италийская» (др.-греч. Ἰταλική)
- III — «Самнитская» (др.-греч. Σαμνιτική)
- IV — «Галльская» («Кельтская») (др.-греч. Κελτική)
- V — «Сицилийская и островная» (др.-греч. Σικελικῆ καὶ νησιωτική)
- VI — «Испанская» (др.-греч. Ἰβηρική)
- VII — «Ганнибалова» (др.-греч. Ἁννιβαϊκή[5])
- VIII — «Ливийская, Карфагенская и Нумидийская» (др.-греч. Λιβυκή, Καρχηδονιακή καὶ Νομαδική)
- IX — «Македонская и Иллирийская» (др.-греч. Μακεδονική καὶ Ἰλλυρική)
- X — «Греческая и Ионийская» (др.-греч. Ὲλληνική καὶ Ἰωνική)
- XI — «Сирийская и парфянская»[6] (др.-греч. Συρική καὶ Παρθική)
- XII — «Митридатова» («Война с Митридатом») (др.-греч. Μιθριδάτειος)
- XIII-XVII — «Гражданские войны» (др.-греч. Ἐμφυλίων α-ε)
- XVIII-XXI — «Египетская» (др.-греч. Αἰγυπτίων α-δ), Фотий записал вариант (др.-греч. Ἐμφυλίων ζ-θ)
- XXII — «Столетие» (др.-греч. Ἑκατονταετία)
- XXIII — «Дакийская» (др.-греч. Δακική)
- XXIV — «Аравийская» (др.-греч. Ἀράβιος)

### Влияние Аппиана и его научная ценность
Аппианом серьёзно заинтересовались в византийскую эпоху: Евагрий Схоластик оставил отзыв об Аппиане и поставил его в одном ряду с Дионисием Галикарнасским, Полибием и Аррианом. В середине XV века Пьер Кандидо Дечембрио переводит Аппиана на латинский язык, и в 1477 году Аппиан впервые издаётся в Европе; перевод получил значительное распространение. Первое полное издание Аппиана было выполнено в 1785 году Иоганном Швайгхойзером.
В XIX веке Аппиан неоднократно подвергался критике за вольное обращение с фактами. По словам Эдуарда Шварца, Аппиан был «высокопоставленным дилетантом, время от времени перемежающим деятельность адвоката фиска и прокуратора писательством». Карл Маркс и Фридрих Энгельс положительно отзывались об Аппиане; высоко ценился Аппиан и в советской исторической науке.

Из древних историков, которые описывали борьбу, происходившую в недрах Римской республики, только Аппиан говорит нам ясно и отчётливо из-за чего она велась: из-за земельной собственности— Энгельс Ф. Людвиг Фейербах и конец классической немецкой философии.
Особую ценность для историков представляют 5 книг «Гражданских войн», поскольку они являются единственным дошедшим до нас целостным связным повествованием от деятельности братьев Гракхов до начального этапа гражданской войны после убийства Юлия Цезаря, а именно до 37 до н. э.. В частности, изложение Аппианом деятельности Гракхов и последующих событий — само по себе единственное последовательное описание этого периода, — оказало значительное влияние на историков.
Тем не менее, отдельные приводимые им факты иногда расходятся с данными других источников. Как правило, разночтения с другими источниками связываются современными исследователями либо с попыткой выстроить чёткую картину событий, либо с использованием в работе сведений других авторов без надлежащего согласования, либо с использованием в работе сведений одного-единственного автора, материал которого уже содержал неточности. В основном Аппиан неточен с именами, датами, последовательностью событий и географическими описаниями.